# 久保伊一郎

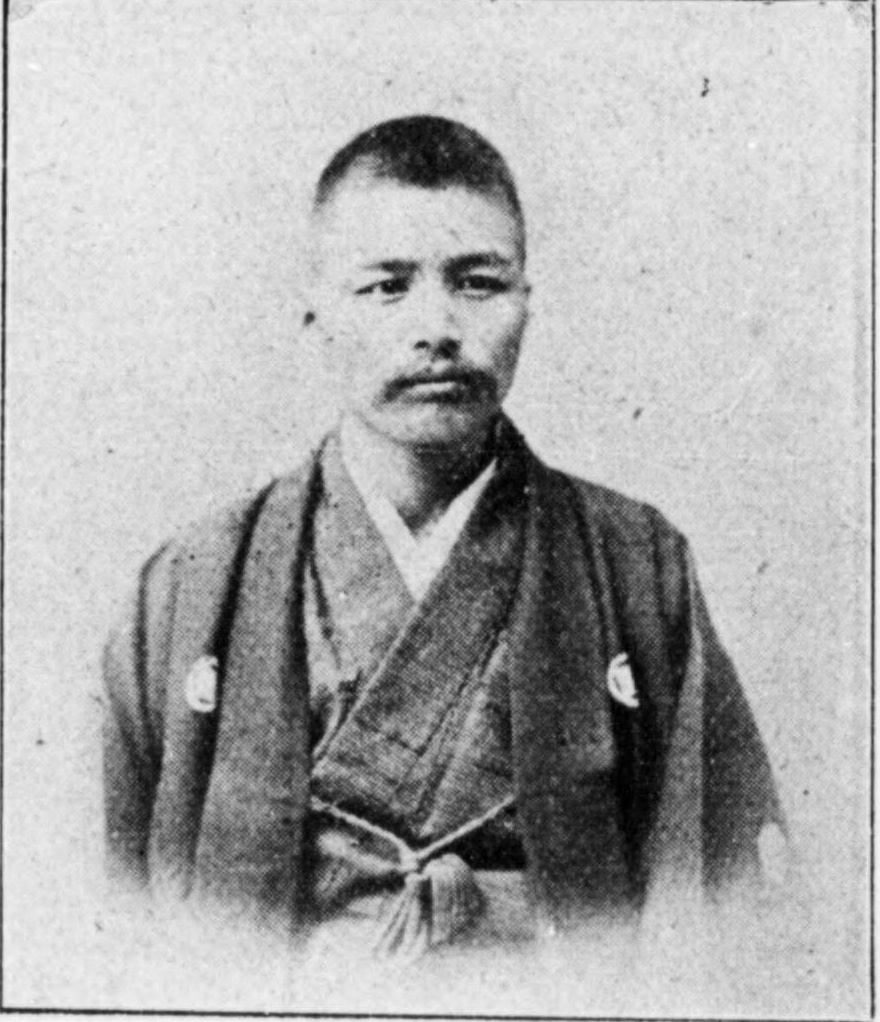
久保伊一郎

久保 伊一郎（くぼ いいちろう、1866年2月17日（慶応2年1月3日） - 1925年（大正14年）4月7日）は、日本の政治家、衆議院議員（4期）。

## 経歴
奈良県出身。酒造業を営み、奈良県会議員、同参事会員、所得税調査会長、破産管財人、南葛城郡会議員、同参事会員、地方森林会議員、土地収用審査委員、後援改良諮問会員となる。また、大和銀行監査役、同専務取締役を務めた。
1902年の第7回衆議院議員総選挙において奈良県郡部から立憲政友会公認で立候補して初当選する。以来当選4回を数える。つづく1903年の第8回衆議院議員総選挙において政友倶楽部公認で立候補してトップで再選する。1904年の第9回衆議院議員総選挙において甲辰倶楽部公認で立候補して三選する。1908年の第10回衆議院議員総選挙では次点で落選。翌1909年青木新治郎の辞職により繰り上げ当選となる。1912年3月11日、増額する予定の奈良県の補助金から一部を運動費に回すことを要求し、それを受け入れないなら参事会で増額案を否決すると脅し、虚偽の工事請負契約書を用意させた恐喝及び公務員虚偽文書作成事件が大審院で上告棄却、懲役8か月となり議員失職、これにより勲四等を褫奪された。以後の出馬はなく、1925年に死去した。